# بینه
بیّنه که با نام‌های لم یکن، اهل الکتاب، منفکّین و قیّمه نیز شناخته می‌شود، نود و هشتمین سوره قرآن است. تعداد آیاتش را در نزد بصریان ۹ آیه و در نزد سایر قراء ۸ آیه گزارش کرده‌اند. در مکی یا مدنی بودن سوره در میان مفسران اختلاف است، ولی احتمال مدنی بودن آن به جهت سیاق آیات نزدیک‌تر است. این سوره از ۹۴ واژه و ۳۹۹ حرف تشکیل شده‌است.
بینه، نود و هشتمین سوره از سوره‌های قرآن است که در ترتیب سوره‌های مصحف عثمانی پیش از سوره «زلزال» و بعد از سوره «قدر» قرار گرفته‌است. بر اساس گزارش ابن‌عباس در خصوص ترتیب نزول سوره‌ها، بینه یکصدمین سوره قرآن است و پیش از سوره طلاق و پس از سوره حشر نازل شده‌است. نزول سوره بینه را در سال سوم یا چهارم هجری و پیش از غزوه بنی‌نضیر گزارش کرده‌اند. در منابع اسباب النزول، برای نزول سوره بیّنه علتی را گزارش نکرده‌اند. تنها در کتاب‌های تفسیری اهل سنت و شیعه در مورد آیه هفتم آن روایاتی نقل شده‌است که از نزول آیه در شأن علی بن ابی‌طالب و شیعیان او حکایت دارد. طبری، حاکم حسکانی و سیوطی از مفسران اهل سنت و بحرانی مفسر شیعی این روایات را گزارش کرده‌اند. کلمه بیّنه در این سوره به معنای حجت و دلیل آشکار است و اکثر مفسران سنی و شیعه مصداق بیّنه را وجود محمد می‌دانند.
سوره بینه با معرفی دو دسته از کفار آغاز می‌شود. گروهی از آنان اهل کتاب‌اند که منظور پیروان ادیان پیش از اسلام یعنی یهودیت و مسیحیت است و گروه دوم مشرکین عرب که برای خداوند شریک قائل بودند و بت می‌پرستیدند. همچنین در این سوره به جهانی بودن رسالت محمد اشاره شده‌است که به باور مسلمانان و آموزه‌های قرآنی در کتاب‌های آسمانی پیشین (تورات و انجیل) از آن خبر داده شده بود. اهل کتاب پیش از آمدن محمد، در انتظار پیامبر موعود به سر می‌بردند اما با اعلام رسالت پیامبر اسلام گروهی از آنان برای حفظ منافع خودشان از محمد رویگردان شدند. در بخش دیگری از سوره دو دسته از انسان‌ها با عنوان «شر البریّه» و «خیر البریّه» معرفی می‌شوند که از موضع‌گیری اهل کتاب و مشرکین در برابر اسلام خبر می‌دهد. این سوره با ذکر پاداش‌ها و نعمت‌های جاودان جهان آخرت که برای مؤمنان سعادتمند فراهم شده‌است، به پایان می‌رسد.
در منابع شیعه و سنی از ابی الدرداء در فضیلت قرائت سوره بینه از پیامبر اسلام منقول است که اگر مردم می‌دانستند در سوره «لم یکن» چه اثر و فایده‌ای هست، خانواده و اموال خود را رها می‌کردند و به آموزش آن روی می‌آوردند. بنا به گزارش روایتی که به فضیلت قرائت سوره بینه اختصاص دارد؛ خواننده این سوره دچار شرک نمی‌گردد و در دین محمد ثابت قدم و محکم می‌ماند و در قیامت مؤمن محشور می‌شود. به نقل از محمد گزارش شده‌است که وقتی خداوند قرائت این سوره را می‌شنود؛ می‌گوید به بنده من بشارت دهید که به عزت و جلالم سوگند، احوال تو را در دنیا و آخرت فراموش نمی‌کنم و چنان بهشت را برای تو فراهم می‌کنم که راضی شوی.

## نام‌ها
بنابر گزارش اغلب تفاسیر، «بیّنه» مشهورترین نام این سوره است که به معنای روشن‌کننده و دلیل آشکار است. این کلمه، صفتی جایگزین موصوف «الآیة البینة» است که بارها در قرآن به صورت آیه بینه و آیات بینات آمده‌است. بر همین اساس بینه نشانه ماورایی است که به همراه خود پیامی قاطع و روشنگر دارد. راغب اصفهانی لغت‌شناس سنی، نیز بیّنه را نشانه واضح و آشکار ـ اعم از ذهنی یا ملموس ـ معنا کرده‌است. «لَم یَکُن» نام مشهور دیگر این سوره است که از آیه اول آن اقتباس شده‌است. این سوره به نام‌های «اهل الکتاب»، «مُنفَکّین»، «قیّمه»، «بریّه»، «انفکاک» و «القیامه» نیز گزارش شده‌است. مکارم شیرازی از مفسران شیعه، پس از بیان نام‌های «بیّنه»، «لَم یَکُن» و «قیّمه» برای این سوره، علت انتخاب این اسامی را بنا به تناسب الفاظ آن در سوره می‌داند.

## محتوا و ساختار سوره

### متن و ترجمه
بنا بر گزارش مکارم شیرازی، مفسر شیعی مذهب، متن و ترجمه سوره بینه به شرح ذیل است:
﴿بِسْمِ اللهِ الرَّحْمٰنِ الرَّحیمِ. لَمْ یَکُنِ الَّذینَ کَفَرُوا مِنْ اَهْلِ الْکِتابِ وَ الْمُشْرِکینَ مُنْفَکّینَ حَتّیٰ تَأْتِیَهُمُ البَیِّنَةُ﴾ ۱ ﴿رَسولٌ مِنَ اللهِ یَتْلُوا صُحُفاً مُطَهَّرَةً﴾ ۲ ﴿فیها کُتُبٌ قَیِّمَةٌ﴾ ۳ ﴿وَ ماتَفَرَّقَ الَّذینَ اُوتُوا الْکِتابَ اِلّا مِنْ بَعْدِ ماجاءَتْهُمُ الْبَیِّنَةُ﴾ ۴ ﴿وَ ما اُمِرُوا اِلّا لِیَعْبُدُوا اللهَ مُخْلِصینَ لَهُ الدّینَ حُنَفاءَ وَ یُقیمُوا الصَّلاةَ وَ یُؤْتُوا الزَّکاةَ وَ ذٰلِکَ دینُ الْقَیَّمَةِ﴾ ۵ ﴿اِنَ ّالَّذینَ کَفَرُوا مِنْ اَهْلِ الْکِتابِ وَ الْمُشْرِکینَ فی نارِ جَهَنَّمَ خالِدینَ فیها اُولٰئِکَ هُمْ شَرُّ الْبَرِیَّةِ﴾ ۶ ﴿اِنَّ الَّذینَ ءَامَنُوا وَ عَمِلُوا الصّالِحاتِ اُولٰئِکَ هُمْ خَیْرُ الْبَرِیَّةِ﴾ ۷ ﴿جَزاؤُهُمْ عِنْدَ رَبِّهِمْ جَنّاتُ عَدْنٍ تَجْری مِنْ تَحْتِهَا الاَنْهارُ خالِدینَ فیها اَبَداً رَضِیَ اللهُ عَنْهُمْ وَ رَضُوا عَنْهُ ذٰلِکَ لِمَنْ خَشِیَ رَبَّهُ﴾ ۸
 ﴿به نام خداوند بخشنده مهربان، کافران از اهل کتاب و مشرکان [می‌گفتند] دست از آیین خود برنمی‌دارند تا دلیل روشنی برای آنها بیاید. ﴾ ۱ ﴿پیامبری از سوی خدا [بیاید] که کتب [آسمانی] را [برآنها] بخواند. ﴾ ۲ ﴿که در آن نوشته‌های پر ارزشی باشد [ولی به هنگامی که آمد ایمان نیاوردند.] ﴾ ۳ ﴿اهل کتاب [نیز پیش از این در دین خدا] اختلاف نکردند مگر بعد از آن که دلیل روشن برای آنان آمد. ﴾ ۴ ﴿و به آنان دستوری داده نشده بود جز این که خدا را بپرستند و دین خود را برای او خالص کنند و به توحید بازگردند و نماز را برپادارند و زکات را بپردازند؛ و این است دین پایدار. ﴾ ۵ ﴿کافران از اهل کتاب و مشرکان در آتش دوزخند، جاودانه در آن می‌مانند؛ آنها بدترین خلق [خدا] هستند. ﴾ ۶ ﴿ [اما] کسانی که ایمان آوردند و اعمال صالح انجام دادند؛ بهترین خلق [خدا] هستند. ﴾ ۷ ﴿پاداش آنها نزد پروردگارشان باغ‌های بهشتی است که نهرها از پای درختانش جاری است؛ همیشه در آن می‌مانند، [هم] خدا ازآنها خشنود است و [هم] آنها از او؛ و این [مقام والا] برای کسی است که از [مخالفت] پروردگارش بترسد. ﴾۸

### محتوا
سوره بینه مشتمل بر ۸ آیه، ۹۴ کلمه و ۳۹۹ حرف است. در خصوص تعداد کلمات و حروف تشکیل‌دهنده سوره، بنا به گزارش فرهنگ‌نامه علوم قرآن، تعداد کلمات ۷۴ کلمه و تعداد حروف ۳۹۲ یا ۴۰۴ حرف نیز گزارش شده‌است. در تعداد آیات این سوره، تفاسیر اهل سنت دچار اختلاف هستند. در این خصوص قاریان اهل بصره تعداد آیات سوره را ۹ آیه به حساب می‌آورند. آنان در آیه پنجم بر «مخلصین له الدین» وقف می‌کنند و این بر خلاف قرائت مشهور سایر قراء است که پایان این آیه را «دین القیمه» دانسته‌اند. به‌این ترتیب، عدد آیات سوره در نزد سایر قراء ۸ آیه است. سیوطی مفسر سنی مذهب، معتقد است که بین این سوره و سوره قبل از آن — یعنی سوره قدر — ارتباط تعلیلی برقرار است؛ سوره قدر به نزول قرآن اشاره دارد و سوره بینه به علت نزول آن می‌پردازد. طبرسی مفسر شیعه مذهب نیز معتقد است که در سوره قدر به حجت بودن قرآن اشاره می‌شود و نزول سوره بینه، بیانگر این نکته است که خداوند هرگز مردم را بدون حجت و راهنما رها نمی‌کند. همچنین سیوطی، آلوسی و مراغی از مفسران اهل سنت، بر اینکه سوره بینه با سوره بعدی خود زلزال نیز ارتباط معنایی دارد اتفاق نظر دارند. آنان مدعی هستند مفاهیم سوره بینه به دسته‌بندی افراد به نیکان و بدان و فرجام کار آنان توجه ویژه‌ای دارد و سوره زلزال ضمن بیان زلزله عظیم و شهادت زمین — به هنگام برپایی قیامت — به تحقق یافتن همان وعده و وعیدهای خداوند در جهان آخرت که در سوره بینه آمده بود، تأکید کرده‌است.

## شأن، تاریخ و محل نزول

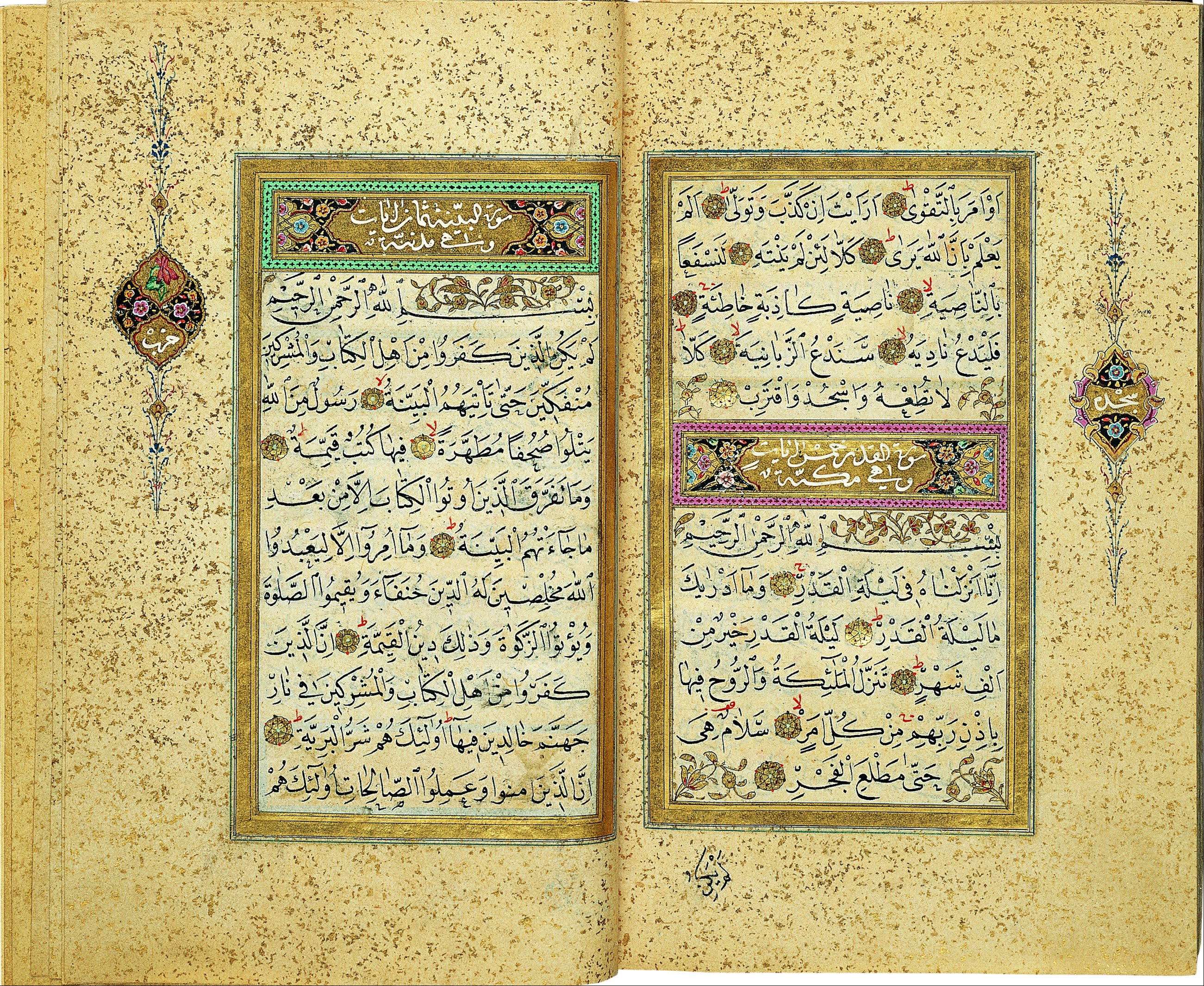
تصویری از یک نسخه قدیمی قرآن به خط یحیی فخرالدین متعلق به قرن ۱۸ میلادی که در آن آیاتی از سوره‌های لیل، قدر و بینه دیده می‌شود. براساس توضیحات تصویر در انبار، این قرآن در شهر استانبول نگهداری می‌شود.

بینه، نود و هشتمین سوره از سوره‌های قرآن است که در ترتیب سوره‌های مصحف عثمانی پیش از سوره «زلزال» و بعد از سوره «قدر» قرار گرفته‌است. محمدهادی معرفت، قرآن‌پژوه شیعه، ترتیب نزولی را بر اساس روایتی از ابن‌عباس گزارش می‌کند که بر اساس آن، سوره بینه یکصدمین سوره قرآن است و پیش از سوره طلاق و پس از سوره حشر نازل شده‌است.
محل نزول این سوره، از موارد اختلافی میان مفسران است. ابن عطیه مفسر و محدث مالکی، مکی بودنِ سوره را بر طبق نظر اکثریت مفسران، قول مشهور می‌داند. اما قرطبی دیگر مفسر سنی مذهب، قول ابن‌عباس و قول مشهور را به نزول در مدینه و مکی بودن سوره را به یحیی بن سلام نسبت داده‌است. در این میان ابوحیان اندلسی، آلوسی و سیوطی از قرآن شناسان اهل سنت، مکان نزول سوره را در مکه می‌دانند. نصر از مفسران معاصر شیعه، نیز معتقد است که این سوره در بین اکثر مفسران اهل سنت از سوره‌های مکی قرآن به‌شمار می‌آید. بنا به نظر طباطبایی دیگر مفسر معاصر شیعه، مفاهیم سوره، با هر دو نوع مدنی و مکی بودن سازگار است، اما از نظر سیاق آیات به سوره‌های مدنی شباهت بیشتری دارد. براساس نقل ابن عاشور از دانشمندان معاصر اهل سنت، سال نزول سوره بینه پیش از غزوه بنی نضیر — به‌طور حدودی اواخر سال سوم یا ابتدای سال چهارم ه‍.ق — واقع شده‌است.
در منابع اسباب النزول، برای نزول سوره بیّنه علتی را گزارش نکرده‌اند. تنها در کتاب‌های تفسیری اهل سنت و شیعه در مورد آیه هفتم آن روایاتی نقل شده‌است که از نزول آیه در شأن علی بن ابی‌طالب و شیعیان او حکایت دارد. طبری، حاکم حسکانی و سیوطی از مفسران اهل سنت و بحرانی مفسر شیعی این روایات را گزارش کرده‌اند.

## تفسیر
طباطبایی مفسر شیعی، نزول این سوره را بیانگر اتمام حجت خداوند به واسطه رسالت جهانی محمد بر اهل کتاب و مشرکین می‌داند. وی معتقد است که خداوند با تمام مردم اتمام حجت کرده‌است. در حقیقت خدا با بیان آیات سوره بینه به همگان اعلام می‌کند که نبوت محمد و ظهور آیین نوبنیان اسلام در راستای سنت هدایت صورت گرفته‌است. سنت هدایت در چندین آیه دیگر قرآن نیز آمده‌است: از این میان می‌توان به آیه سوم از سوره انسان و آیه ۲۴ از سوره فاطر اشاره کرد. در آیه ۳ از سوره انسان آمده‌است: «انّا هدیناه السبیل امّا شاکراً و امّا کَفوراً». برطبق این سنت الهی، خداوند برای هدایت و راهنمایی بشر، رسولان و حجت‌های خویش را مبعوث می‌کند تا انسان‌ها با پیروی از آنها و فرامین الهی به سعادت حقیقی برسند.

### آیه اول
واحدی نیشابوری مفسر سنی، این آیه را از لحاظ نظم و تفسیر یکی از سخت‌ترین آیات قرآن دانسته ولی برای آن توضیحی بیان نکرده‌است. در ابتدای این سوره خداوند به وضعیت و ادعای اهل کتاب و مشرکین پیش از ظهور اسلام اشاره دارد. به اعتقاد فخر رازی فقیه و مفسر شافعی مذهب، منظور از بیّنه، پیامبر اسلام است. او در ادامه در توضیح اینکه مقصود خدا از منفکّین و اینکه اهل کتاب و مشرکین تا پیش از آمدن بیّنه از چه چیزی جدا نمی‌شدند؛ به بررسی چندین احتمال می‌پردازد. او در احتمال اول، منظور خداوند از منفکّین را کفر دانسته‌است و معتقد است آنان از دین خودشان دست بردار نبودند و این کفر نیز تا بعثت پیامبر اسلام ادامه داشته‌است. همچنین به نظر او در آیه اول خداوند از حال کفار و مشرکین خبر می‌دهد و در آیه چهارم به این واقعیت اشاره صریح می‌کند که آنان بعد از آمدن دلیل روشن و آشکار و بر خلاف آنچه ادعا داشتند، همچنان ایمان نیاوردند و با محمد به دشمنی و مخالفت پرداختند. برداشت دیگر او از منفکّین این است که اهل کتاب پیوسته از مناقب، فضائل و بشارت‌هایی در خصوص بعثت پیامبر موعود سخن می‌گفتند و در انتظار آمدنش به سر می‌بردند ولی هنگامی که محمد رسالت خویش را اعلام عمومی کرد؛ عده‌ای از آنها از او روی برگرداندند و گروهی نیز به او ایمان آوردند. احتمال دیگری که او از معنای منفکّین در ارتباط با آیه اول و چهارم عنوان می‌کند این است که پیش از آمدن حجت و بیّنه خدا، اهل کتاب هیچ تردیدی در کفرشان و باقی ماندن در آیین خویش نداشتند اما وقتی که با پیامبری محمد و معجزه‌های او روبرو شدند، در اینکه بر دین و عقاید سابقشان باقی بمانند یا دین دیگری را برگزینند به حیرت و شک افتادند.
برطبق گزارش ابن عاشور و میبدی از مفسران اهل سنت و بانو امین مفسر شیعی، «مِنْ» در عبارت «لم یکن الذین کفروا من اهل الکتاب و المشرکین» مِن بیانیه است و اشاره دارد به اینکه منظور از کفار دو دسته آنهاست، یکی اهل کتاب که بر آیین یهودیت و مسیحیت بودند و گروه دیگر مشرکینی که برای خدا شریک قائل بودند و بت‌ها را می‌پرستیدند. برای کلمه بیّنه ـ از اسامی قرآن که در انتهای این آیه قرار دارد ـ معانی مختلفی گزارش شده‌است. طبق تعریف فرهنگ‌نامه علوم قرآن در ذیل بینه چنین آمده‌است: فاصل میان دو چیز به گونه‌ای که دیگر هیچ گونه اتصال و آمیزشی با هم نداشته باشند؛ لذا به دلیل روشن و آشکار به این جهت بیّنه گویند که حق و باطل را کاملاً از هم جدا می‌کند. طبرسی مفسر شیعی، در مجمع البیان در معنای کلمه «بیّنه» آورده‌است: حجت و دلیل آشکاری که به وسیله آن حق را از باطل تشخیص دهند. در اینجا با توجه به مفهوم آیه دلالت بر پیامبر اسلام دارد. همو در معنای انفکاک (منفکّین) می‌گوید: جدایی و انفصالی که از اتصالی سخت و شدید بوده باشد و بیشترین استفاده از این لغت در حال نفی است. مانند اینکه گفته می‌شود مَاانْفَّکَ یعنی به خاطر شدت نزدیکی و اتصال جدا نشد.

### آیه دوم و سوم
از نظر اغلب مفسران، عبارت «رسول من الله» بدل از «بینّه» است. به گزارش کاشانی، مفسر شیعه در منهج الصادقین، برای مصداق «رسول» در این آیه، سه احتمال را برشمرده‌اند. منظور شخص محمد است که فرستاده‌ای از جانب خداست، یا مراد از رسول، معجزه او — یعنی قرآن — است و در احتمال سوم منظور فرشته وحی، جبرئیل است که قرآن را بر پیامبر می‌خواند. نصر دیگر مفسر شیعی در کتاب تفسیر معاصرانه قرآن کریم، در تفسیر این آیه آورده‌است: اکثر مفسران منظور از «رسول» را محمد یا جبرئیل و «صحف مطهّرة» را قرآن گفته‌اند؛ در حالیکه هر دو اصطلاح را می‌توان به عنوان اشاره به رسولان و مجموعه وحی‌هایی دانست که بر هر امت فرستاده شده‌است. همچنین او معتقد است که کتاب‌های مقدس گذشته به «لوح محفوظی» اشاره دارد که همه وحی‌ها و فرمان‌ها از آن صادر یا نازل می‌شود.
مهم‌ترین بخش آیه دوم، عبارت «یَتْلُوا صُحُفًا مُطَهَّرَةً» است که صاحب‌نظران حوزه تفسیر قرآن اقوال مختلفی را در کتاب‌هایشان گزارش کرده‌اند و هر یک به دنبال معنا و مفهومی قابل قبول برای این عبارت بوده‌اند. به طوری‌که نُه دیدگاه گوناگون در این‌باره ارائه گردیده‌است. «صُحُف» جمع «صَحیفه» به معنای اوراق یا هر چیزی است که بر آن می‌نویسند. چه کاغذ باشد چه غیر از آن مانند لوح‌های سنگی یا فلزی و… تفاسیری که بیشتر معنای لغوی «صُحُف» را مد نظر داشته‌اند، مقصود از آن را کتاب به معنای عام گفته‌اند؛ بدون آنکه کتاب خاصی را در نظر داشته باشند. کلمه «مطهّره» را نیز به معنی دور از باطل، دور از شرک، مطهر و پاک از پلیدی و کفر تفسیر نموده‌اند. ثعلبی، مقاتل، زمخشری، نووی و سید قطب سنی مذهب، طبرسی و مکارم شیرازی شیعی، جزو مفسرانِ این دسته از تفاسیر لغوی هستند. گروه دیگری از مفسران به معنای ظاهری الفاظ توجه کرده‌اند و سه معنا را برای «صحف» در نظر می‌گیرند. به معنای قرآن مکتوب و ملفوظ که توسط فخر رازی، طبری، سیوطی و ابن ابی حاتم از مفسران اهل سنت نقل شده‌است. ماتریدی، ماوردی سنی مذهب و بانو امین مفسر شیعی در مخزن العرفان نیز منظور از این کلمه را کتاب‌های آسمانی پیشین دانسته‌اند. سید محمد حسین طباطبایی و سید علی اکبر قرشی و عباس سید کریمی از مفسران شیعه، کلمه صحف را به اجزای قرآن تفسیر کرده‌اند. در دیدگاه تفسیری باطنی و عرفانی از قرآن، پنج معنای باطنی از مفسران شیعه و سنی گزارش شده‌است که عبارت است از: لوح محفوظ، نفوس سماوی، قرآنی در آسمان قلب پیامبر اسلام و امامان شیعه.
«یَتلُوا» تُلُوّ، تِلْو و تلاوة به معنای تبعیت و از پی رفتن است. متابعت گاهی به جسم، گاهی به پیروی در حکم است که در این حالت مصدرش تُلُوّ وِ تِلْو است. گاهی هم با خواندن و با تدّبرِ معنی است که مصدر آن تلاوة است. راغب اصفهانی لغت‌شناس سنی، تلاوت را مخصوص کتاب‌های آسمانی و الهی می‌داند که اخصّ از قرائت می‌باشد. در خصوص عبارت «فیها کُتُبٌ قَیِّمَةٌ» مکارم شیرازی و نصر مفسران شیعی مذهب معتقدند که این جمله در ادامه آیه قبل آمده‌است و به محتوای آن کتاب‌ها و نوشته‌های آسمانی که از هرگونه انحراف و کجی و ناراستی و باطل در امان است، اشاره دارد. سپس مکارم شیرازی با توجه به این مطلب، برای کلمه «کُتُب» نیز دو معنا را ذکر می‌کند؛ یکی به معنی مکتوبات و دیگری احکام و قوانین الهی که از جانب خدا معلوم و معین گردیده‌است. دیگر مفسر شیعی، سید محمدحسین طباطبایی، در کتاب تفسیر المیزان همین نظر را متذکر است و معنای دوم را با مفهوم آیه مناسب‌تر می‌داند. طباطبایی «قیّمه» را از ریشه آن «قیام» و به معنای امر خیر، حفظ مصلحت و تضمین سعادت می‌داند که در اینجا صفت واقع شده‌است. به این ترتیب، کتاب‌های آسمانی قیّم و برپادارنده جوامع انسان‌ها هستند و با آوردن احکام و مقررات الهی مصالح بشر را حفظ می‌کنند. برای قیّمه معانی دیگری چون صاف و مستقیم، محکم و پابرجا یا ارزشمند و پر بهاء نیز گزارش شده‌است.

### آیه چهارم
این آیه به عکس‌العمل اهل‌کتاب بعد از آمدن پیامبر موعود اشاره می‌کند که در میانشان اختلاف و دو دستگی ایجاد گردید. عده‌ای با دیدن دلیل روشن خداوند به فطرت الهی خویش بازگشتند و دین اسلام را برگزیدند. در حالیکه عده‌ای از آنان با اینکه حجت بر ایشان تمام شد و حق برایشان معلوم گردید، بر همان عقاید خویش باقی ماندند و از روی لجاجت و عناد با پیامبر اسلام به دشمنی برخاستند. در این آیه تنها از اهل‌کتاب نام برده شده‌است و این پرسش مطرح می‌شود که چرا مشرکین مخاطب این آیه نیستند؟ بنا به نظر طباطبایی مفسر شیعی، عبارت «اوتوا الکتاب» شامل مشرکین هم می‌شود. چرا که تعبیر اهل کتاب در زبان قرآن به یهود، نصاری، صابئان و مجوسیان یا تنها به یهود و نصاری گفته می‌شود. در صورتی که جمله «آنان که کتاب بر ایشان نازل شده» به نزول کتاب‌های آسمانی برای هدایت تمام انسان‌ها از ابتدای خلقت تاکنون اشاره دارد و برای گروه یا دسته خاصی از مردم نبوده‌است؛ بنابراین مشرکین همچنان مخاطب آیات سوره قرار دارند. اما مکارم شیرازی دیگر مفسر معاصر شیعی دربارهٔ تغییر خطاب آیه دو احتمال را بیان می‌کند. او می‌گوید تغییر در خطاب آیه یا به این علت است که مشرکین عرب، اهل کتاب را عالم‌تر و آگاه‌تر از خود می‌دانستند و درحقیقت تابع اهل کتاب به حساب می‌آمدند. یا به این خاطر است که اهل‌کتاب از علما و دانشمندان محسوب می‌شدند و از سطح بالاتری نسبت به مشرکین برخوردار بودند، بنابراین مخالفت آنان ناپسندتر است و سزاوار سرزنش بیشتری هستند. میبدی از مفسران شافعی مذهب در تفسیر کشف الاسرار و عدة الابرار گونه دیگری از ارتباط میان آیات این سوره را گزارش می‌کند. در این خصوص چنین آمده‌است که مضمون و حکم آیه از ابتدای سوره تا پایان آیه سوم، نسبت به آن دسته از اهل کتاب و مشرکین بود که بعد از آمدن پیامبر اسلام مسلمان شدند. حال آنکه از عبارت «و ما تفرق الذین…» تا آخر آیه چهارم، مضمون آیه در مورد گروهی از اهل کتاب است که با وجود اتمام حجت بر ایشان باز هم ایمان نیاوردند؛ لذا خداوند در آیه پنجم ضمن دعوت به پذیرش دین جدید و عمل به احکام و فرامین آن، بار دیگر یادآور می‌شود که اینها همان اصول و احکام ثابت و استواری هستند که پیش از آمدن دین اسلام در کتاب‌هایشان با آن آشنا بوده‌اند و به آن امر شده‌بودند.

### آیه پنجم
براساس آنچه در دانشنامه فرهنگ فقه فارسی آمده‌است، آن را آیه اخلاص گویند. فاضل مقداد فقیه شیعی، در کتاب کنزالعرفان فی فقه القرآن این آیه را از آیات الاحکام قرآن می‌داند. این آیه از دیدگاه فقهای شیعه امامیه، از ادله وجوب اخلاص در انجام عبادات اسلامی محسوب می‌شود. به این معنا که اگر نیت انسان در عمل عبادیش خالص و برای رضای خداوند نباشد؛ موجب فساد عملش خواهد شد.
مرجع ضمیر «واو» در فعل «ما امروا» جمله «الذین کفروا من اهل الکتاب و المشرکین» است که می‌رساند همچنان اهل کتاب و مشرکان عرب مخاطب آیه هستند. بنا به گزارش طباطبایی مفسر شیعی، این آیه به دستورها آیین نوبنیان اسلام که شامل عبادت خدا، اخلاص در دین، میانه‌روی و حفظ اعتدال، برپاداشتن نماز و پرداخت زکات است، اشاره دارد. نظر او دربارهٔ «یقیموا الصلاة و یؤتوا الزکاة» این است که این جمله از باب ذکر خاص بعد ازعام یا ذکر جزء بعد از کل آمده‌است و نشان می‌دهد که گوینده به آن توجه خاص‌تری داشته‌است. چرا که بعد از دستور کلی به عبادت خداوند از دو رکن مهم آن نام می‌برد و به هر دو جنبه فردی و اجتماعی عبادات اشاره نموده‌است. در خصوص این آیه مکارم شیرازی فقیه و مفسر شیعی، معتقد است که اهل کتاب مورد ملامت و سرزنش قرار گرفته‌اند و منظور از «ما امروا» این است که دستور به توحید و نماز و زکات امر جدیدی نیست و اینها مسائل ثابتی هستند ولی آنان در گذشته وفادار و عامل به این فرامین نبوده‌اند. او در ادامه معنای دیگری را هم مطرح می‌کند که با نظر طباطبایی یکسان است و آن را مناسب‌تر می‌داند. چرا که در آیه قبل سخن از اختلاف اهل کتاب در پذیرش دین جدید بود و این آیه همچنان ناظر به آن مطلب است. همچنین جمله «و ما امروا» جمله حالیه یا استینافیه است و بنا به نظر مکارم شیرازی لام در این آیه لام غرض است و منظور از آن نیز نتیجه‌ایست که به بندگان و نه خدا برمی‌گردد. براساس گزارش نصر مفسر شیعی، واژه «اخلاص» دلالت بر پاک کردن چیزی و انجام کاری با صداقت کامل دارد و در اینجا می‌توان آن را به معنای تطهیر دین برای خدا دانست؛ یعنی فرد مسلمان خود و عمل و درک خود درباره دین را تطهیر و پاکیزه نماید.
در آیه مذکور از اهل کتاب درخواست شده‌است که از تمام دین‌ها به سمت اسلام مایل شوند و به تمام پیامبران مؤمن باشند. راغب اصفهانی لغت‌شناس اهل سنت در المفردات حَنیف را از حَنَف (بر وزن فَرَس) به معنای میل از ضلالت به استقامت می‌داند. حنیف کسی است که بر دین راست ثابت باشد و جمع آن حُنَفاء است. از نظر ابن اثیر محدث و زبان‌شناس شافعی مذهب، حنیف کسی است که به دین اسلام مایل و در آن ثابت باشد. علی‌اکبر قرشی از مجتهدان شیعه نیز در قاموس قرآن بعد از بیان نظر ابن اثیر می‌نویسد این سخن حق است. چرا که حنیف صفت مشبهه و دلالت بر ثبوت دارد. گابریل سعید رینولدز در کتابش کلمه حنیف را عربی گرته برداری شده از (واژه سریانی حَنپا/hanpā) دانسته و آن را به معنای مشرک و بت‌پرست یا یهودیان معنا کرده است. مکارم شیرازی مفسر شیعی، در ذیل تفسیر جمله «ذلک دین القیمه» می‌نویسد دین به مجموعه آیین و شریعت گفته می‌شود. اشاره به توحید و نماز و زکات نیز نشانگر این مطلب است که این موارد اصول ثابت و پابرجای همه دین‌های الهی هستند و در فطرت انسان ریشه دارند. سرنوشت انسان با پذیرش توحید تعیین می‌گردد، با اقامه نماز از خالق خویش شکرگزاری می‌کند و با پرداخت زکات به کمک انسان‌های محروم و تهیدست می‌شتابد و روحیه انسان دوستی و ارتباط او با دیگر انسان‌ها تحکیم می‌گردد.

### آیه ششم
آیات پایانی سوره با معرفی دو گروه کافران و مؤمنان با تعبیر شرّ البریّه و خیر البریّه — به معنای بدترین خلق و بهترین خلق — نتیجه انتخاب انسان‌ها در مسیر هدایت را ترسیم می‌کند. سرانجام دردناک و همراه با خواری برای کافران و فرجام خوش همراه با سعادت و عزّت برای مؤمنان با کلمه خالدین درآیه مورد تأکید قرار گرفته‌است و نشان‌دهنده دوام و ابدی بودن عذاب‌ها و پاداش‌های جهان آخرت است. انحصار بدی و خوبی در کافران و مؤمنان با آوردن ضمیر «هُمْ» در هر دو آیه ذکر شده‌است. از نکات مهم دیگر در این آیات انتهایی سوره، لحن خطاب و کلام خداوند است که لحنی توأم با تهدید و انذار نسبت به کافران و وعده به مؤمنان است. بیضاوی مفسر و فقیه شافعی مذهب در کتاب تفسیرش، جاودانگی عذاب کافران را به این دلیل می‌داند که کافران از اهل کتاب و مشرکین با اموری که مستوجب عذاب برای آنان است، همیشه همراهند و جدا نمی‌شوند. او سرآغاز این خلود را روز قیامت یا همین دنیا می‌داند. به عقیده او، اگرچه این کافران در جنس عذاب با هم اشتراک دارند ولی در نوع عذاب متفاوتند و تفاوت عذابشان هم به خاطر نوع و میزان کفر آنان است. نکته قابل توجه دیگر آیات ششم و هفتم این سوره، در پی هم آمدن توصیف حال کفار و مؤمنین است. ابن عاشور از مفسران اهل سنت، این ترتیب را روش و شیوه قرآن می‌داند که بشارت به نیکوکاران بعد از هشدار به گناهکاران صورت می‌گیرد. سپس او در ادامه می‌نویسد که خداوند ستایش و مدح مؤمنان را بر شرح جزا و پاداش اعمالشان مقدم آورده‌است و این مطلب برعکس نحوه گفتار دربارهٔ گروه دیگر — کافران — در این سوره است. همین‌طور تقدم مدح و ذکر وعده‌ها و بشارت‌ها به مؤمنان، گویای این نکته است که خداوند از بندگان شایسته خویش به جهت پذیرش ایمان و انجام اعمال صالح تشکر و قدردانی می‌کند.
ابن منظور زبان‌شناس شافعی مذهب، برای ریشه کلمه «بریّه» دو احتمال را گفته‌است: یا از بَرَأ یعنی خَلق یا از بَری یعنی خاک گرفته شده‌است، بنابراین معنایش در احتمال اول مخلوق و آفریده خداوند است و در احتمال دوم به معنی مخلوقی که از خاک ایجاد شده‌است. در تفسیر مجمع البیان در مورد قرائت بریّه چنین آمده‌است که نافع از قراء سبعه و ابن ذکوان از راویان چهارده‌گانه قرآن، این کلمه را با همزه خوانده‌اند در حالیکه سایرین بدون همزه قرائت می‌کنند. دلیل آنکه با همزه قرائت می‌شود آنست که از برأ الله الخلق گرفته شده‌است و قاعده این است که همزه در کلام باشد؛ مگر از مواردی باشد که بتوان همزه را حذف کرد، مانند کلمات النبی و الذریه. دلیل آنهایی که آن را بدون همزه می‌خوانند هم اینست که بریّه را از بَری به معنای خاک و تراب می‌دانند.

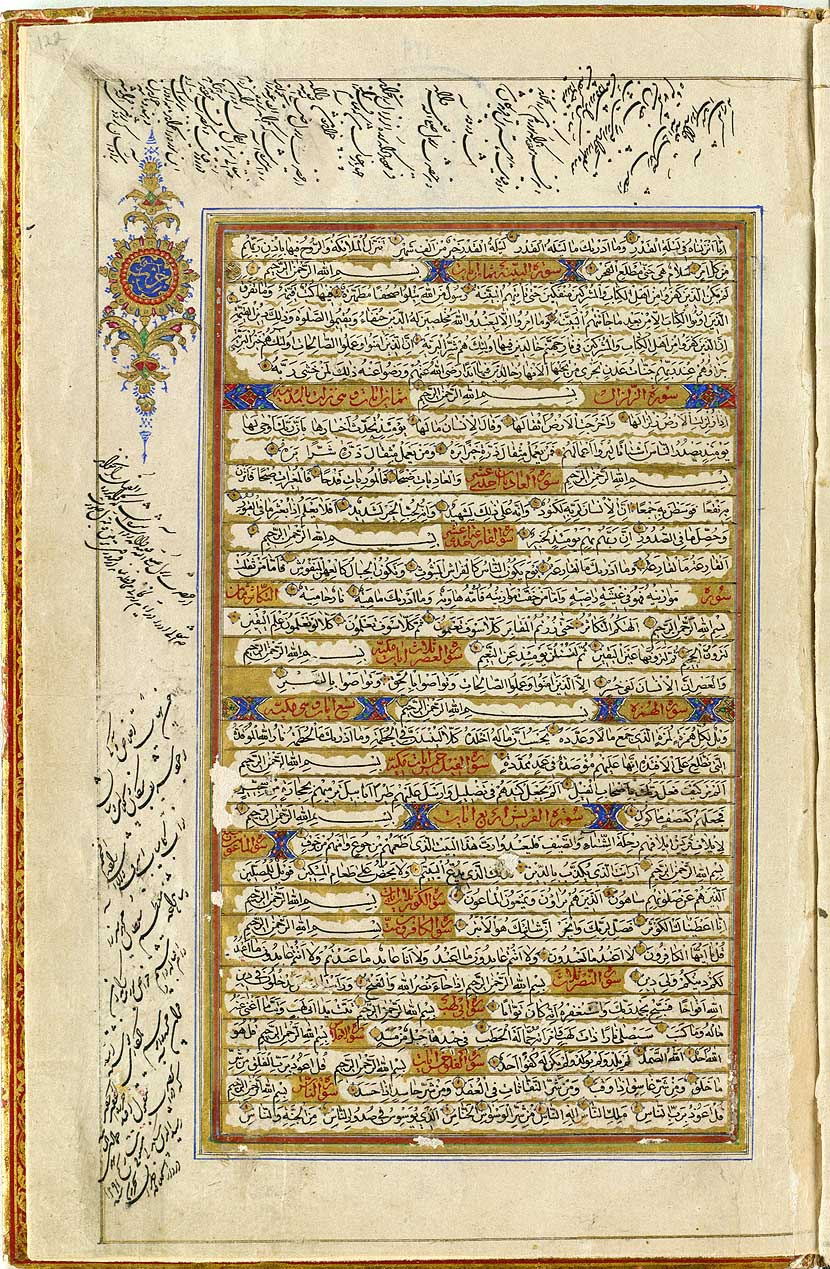
تصویری از قرآنی خطی مربوط به سال ۱۸۷۴ میلادی که «سوره بینه» در آن با نام «بینه» نشانه‌گذاری شده‌است.

### آیه هفتم
مکارم شیرازی مفسر شیعی _ دربارهٔ ارتباط میان ایمان و عمل صالح که در این آیه بدان اشاره می‌شود _ معتقد است که انجام اعمال صالح و شایسته ثمره و نتیجه پذیرش ایمان است و برای حصول کمال هردوی آنها لازمند. اما کفر به تنهایی باعث سقوط انسان می‌شود اگرچه با عمل نیکویی همراه نباشد. چراکه کفر به خداوند و کتمان حقایق سرچشمه انواع گناهان و اعمال زشت و ناپسند است. از این روست که خداوند از کفار در آیه قبل با تعبیر شرّ البریّه یاد می‌کند. فخر رازی مفسر سنی مذهب در کتاب تفسیرش قول کسانی را گزارش می‌کند که طاعات و اعمال را داخل عنوان ایمان نمی‌دانند و می‌گویند که در این آیه اعمال صالح بر ایمان معطوف شده‌است و معطوف (عمل صالح) غیر از معطوفٌ‌علیه (ایمان) است. او در تفسیر عبارت «انّ الذین آمنوا» نیز بیان می‌کند که خداوند این عبارت را به جای لفظ مؤمنین گفته‌است. به جهت آنکه مؤمنین اشاره به گروهی دارد که در زمان ضعف اسلام ایمان آوردند و در این راه از بذل جان و مال دریغ نورزیدند و به همین سبب است که آنها سزاوار چنین فضیلت بزرگی هستند. همان‌طور که خداوند در جای دیگری از قرآن — آیه دهم سوره حدید — به این فضیلت اشاره کرده‌است.
در این آیه گروه دوم، یعنی آنهایی که ایمان به خداوند و پیامبرش آوردند و به اعمال صالح و نیک پرداختند با عبارت «اولئک خیر البریّه» مورد تکریم و تعظیم خداوند قرار می‌گیرند. این تعبیر که در ظاهر کلام به صورت مطلق و بدون استثناء بیان شده‌است؛ مقام بالای آنها را نشان می‌دهد که حتی از فرشتگان برتر و بالاتر هستند. آیات «و لقد کَرّمنا بنی آدم» و سجود ملائکه بر انسان نیز مؤید این موضوع هستند که به ترتیب در آیه ۷۰ سوره اسراء و همچنین آیه ۳۴ سوره بقره آمده‌اند. ذیل آیه هفتم در منابع فریقین روایاتی گزارش شده‌است مبنی بر اینکه پیامبر اسلام در معرفی مصداق خیر البریّه علی بن ابیطالب و شیعیان او را نام برده‌است. از میان دانشمندان معروف اهل سنت که به نقل این روایات پرداخته‌اند می‌توان به خطیب خوارزمی در مناقب؛ ابونعیم اصفهانی در کفایه الخصام، ابن صباغ مالکی در فصول المهمه، شوکانی در فتح القدیر، سلیمان قندوزی در ینابیع الموده و آلوسی در روح المعانی اشاره کرد. حاکم حسکانی از دانشمندان اهل سنت در کتاب شواهد التنزیل به بیش از بیست روایت اشاره می‌کند که با اسناد مختلفی ذکر شده‌است. او روایتی از ابن‌عباس را گزارش می‌کند که به هنگام نزول آیه «انّ الذین آمنوا و عملوا الصالحات اولئک خیر البریّه» پیامبر به علی گفت: منظور از آیه تو و شیعیانت هستید که روز قیامت در حالیکه هم خدا از شما راضیست و هم شما از او؛ درعرصه محشر وارد می‌شوید. همچنین به گفته جابر بن عبدالله انصاری بعد از نزول این آیه هرگاه علی بن ابیطالب می‌آمد؛ یاران محمد می‌گفتند بهترین مخلوق خدا بعد از رسولش آمد. مکارم شیرازی مفسر شیعی مذهب این احادیث را از احادیث معروف و مشهور میان مسلمانان می‌داند و معتقد است که از این روایات معلوم می‌شود کلمه شیعه از همان زمان محمد و به پیروان خاص علی بن ابیطالب گفته می‌شده‌است و در میان یاران و اصحاب او به این نام معروف بوده‌اند.

### آیه هشتم
آیه آخر سوره که به شرح پاداش مؤمنان می‌پردازد دارای چندین نکته مهم است. آمدن کلماتی در آیه که تأکید بسیار بر استقرار و دوام این پاداش‌ها را می‌رساند اولین نکته این آیه است. برطبق نظر طباطبایی مفسر شیعی، کلمات عَدن، خالِدین و اَبَداً همگی بشارت جاودانگی در جهان آخرت را برای مؤمنان بیان می‌دارد و آن را تثبیت و مسجل می‌کند. نکته دیگر که مکارم شیرازی فقیه و مفسر شیعی در تفسیر نمونه آن را گزارش می‌دهد اینست که خداوند باغ‌های بهشت جاویدان را برای بهره‌مندی جسم انسان‌های مؤمن در آنجا فراهم کرده‌است. رضایت و خوشنودی خداوند از مؤمنان هم نعمت مخصوصی است برای لذت روح آنان. بنا به نظر شیخ طوسی از مفسرین شیعه مذهب، پاداش و جزای مؤمنان به خاطر ایمان و طاعات آنان است. رضایت در این آیه دو سویه دارد. رضایت خدا از مؤمنان به خاطر کارهای نیک و اعمال شایسته‌شان است. مؤمنان نیز برای برخورداری از نعمت‌ها و ثواب‌هایی که خداوند به آنان بخشیده‌است، از خالق و معبود خویش راضی و خرسندند.
در پایان سوره بینه، جمله «ذلک لِمَن خشی ربّه» علامت بهشتیان و خیرالبریّه معرفی می‌شود و بیان می‌دارد که نعمت‌های جاودان بهشتی برای مؤمنانی است که از پروردگار خویش می‌ترسند. در معنی خشیت، آن را ترس شدید یا ترس همراه با تعظیم گفته‌اند و آن را شدیدتر از خوف دانسته‌اند. تفاوت میان خوف و خشیت این است که خوف به هر گونه ترس و هراس گفته می‌شود ولی خشیت ترسی توأم با تعظیم و احترام است. بنابر این مقام خشیت برتر از مقام خوف است. طباطبایی مفسر شیعی مذهب دربارهٔ ارتباط این آیه و آیه ۲۸ از سوره فاطر معتقد است که داشتن علم به خداوند خشیت نسبت به او را به همراه می‌آورد و ایمان نیز در پی خشیت پدید می‌آید. به نظر او کسی که از خدا بترسد، در قلبش به ربوبیت و الوهیت او ایمان راسخ دارد و اثر این ایمان و خشیت در ظاهر او، با پایبندی و انجام اعمال صالح و نیکو تجلی می‌یابد.

## فضیلت قرائت
در منابع شیعه و سنی از ابی الدرداء در فضیلت قرائت سوره بینه از پیامبر اسلام منقول است که اگر مردم می‌دانستند در سوره «لم یکن» چه اثر و فایده‌ای هست، خانواده و اموال خود را رها می‌کردند و به آموزش آن روی می‌آوردند. در ادامه روایت، مردی از قبیله خزاعه از اجر خواندن سوره سؤال می‌کند که محمد در جواب او می‌گوید: هرگز منافق یا بنده‌ای که در قلبش به خدا شک دارد، آن را نمی‌خواند. سوگند به خدا، فرشتگان از روزی که خدا آسمان‌ها و زمین را آفرید، به قرائت آن مشغولند و از خواندنش خسته نمی‌شوند. هیچ بنده‌ای نیست که آن را در شب بخواند؛ مگر اینکه خدا فرشتگانی را برای حفظ او در دین و دنیایش می‌فرستد که برای او طلب رحمت و آمرزش می‌کنند و اگر در روز بخواند، خداوند اجری از ثواب به او عطا کند به اندازه آنچه آفتاب در روز بر آن می‌تابد و پرده شب آن را دربرمی‌گیرد.
سیوطی از دانشمندان اهل سنت در کتاب الدرالمنثور فی تفسیر بالماثور، از پیامبر اسلام روایتی به این مضمون آورده‌است: وقتی خداوند قرائت این سوره را می‌شنود؛ می‌گوید به بنده من بشارت دهید که به عزت و جلالم سوگند، احوال تو را در دنیا و آخرت فراموش نمی‌کنم و چنان بهشت را برای تو فراهم می‌کنم که راضی شوی. طبرسی مفسر شیعی در مجمع البیان در فضیلت این سوره روایتی را از ابی بن کعب به نقل از پیامبر اسلام چنین گزارش کرده‌است: هر کس سوره بینه را قرائت کند، در روز قیامت با خیرالبریه خواهد بود؛ خواه مسافر باشد یا مقیم باشد. بنابر آنچه در دو کتاب تفسیر شیعی منهج الصادقین و تفسیر هدایت آمده‌است، روایتی از ابوبکر حضرمی از محمدباقر (امام پنجم شیعیان) گزارش شده‌است که هر کس سوره بیّنه را تلاوت کند، از شرک دور گردد و در دین محمد ثابت و محکم شود و در روز قیامت با ایمان محشور گردد و حسابرسی از او آسان باشد.

## تجزیه و ترکیب
| شماره آیه | متن | تجزیه و ترکیب |
| --------- | --- | --- |
| ۱         | ﴿بِسْمِ اللهِ الرَّحْمٰنِ الرَّحیمِ. لَمْ یَکُنِ الَّذینَ کَفَرُوا مِنْ اَهْلِ الْکِتابِ وَ الْمُشْرِکینَ مُنْفَکّینَ حَتّیٰ تَأْتِیَهُمُ البَیِّنَةُ﴾             | بِسمِ جار و مجرور، اللهِ مضافٌ الیه، الرَّحْمنِ نعت برای الله، الرَّحیمِ نعت برای الله، لَم حرف نفی، یَکُنْ فعل مضارع مجزوم به لم، الَّذینَ اسم یَکُن، کَفَرُوا فعل ماضی و فاعل ضمیر بارز واو و جمله صله، مِنْ اَهْلِ متعلق به محذوف حال، الکِتابِ مضافٌ الیه، وَ حرف عطف، المُشرِکینَ معطوف به اهل، مُنفَکّینَ خبر یَکُن، حَتّی حرف غایت و جر، تَأتَیِهُمُ مضارع منصوب به أن مضمره بعد حتّی هُم مفعول‌به، البَیِّنَةُ فاعل.                                                                             |
| ۲         | ﴿رَسولٌ مِنَ اللهِ یَتْلُوا صُحُفاً مُطَهَّرَةً﴾                                                                            | رَسولٌ بدل از بینة، مِنَ اللهِ جار و مجرور متعلق به رسول، یَتلُوا فعل و فاعل ضمیر بارز واو،صُحُفًا مفعول‌به، مُطَهَّرَةً نعت برای صحفا. |
| ۳         | ﴿فیها کُتُبٌ قَیِّمَةٌ﴾                                                                                            | فیها جار و مجرور و خبر مقدم، کُتُبٌ مبتدا مؤخر، قَیِّمَةٌ نعت برای کتب. |
| ۴         | ﴿وَ ماتَفَرَّقَ الَّذینَ اُوتُوا الْکِتابَ اِلّا مِنْ بَعْدِ ماجاءَتْهُمُ الْبَیِّنَةُ﴾                                                   | وَ حرف استئناف، ما حرف نفی، تَفَرَّقَ الَّذینَ فعل ماضی و فاعله، اُوتُوا فعل ماضی مجهول و واو نائب فاعل، الکِتابَ مفعول‌به، اِلّا حرف حصر، مِن بَعدِ جار و مجرور متعلق به تفرق، ما حرف نفی، جاءَتهُمُ فعل ماضی هُم مفعول‌به، البَیِّنَةُ فاعل. |
| ۵         | ﴿وَ ما اُمِرُوا اِلّا لِیَعْبُدُوا اللهَ مُخْلِصینَ لَهُ الدّینَ حُنَفاءَ وَ یُقیمُوا الصَّلاةَ وَ یُؤْتُوا الزَّکاةَ وَ ذٰلِکَ دینُ الْقَیَّمَةِ﴾        | وَ حالیه، ما حرف نفی، اُمِرُوا فعل ماضی مجهول واو نائب فاعل و جمله حال، اِلّا حرف حصر، لِ لام تعلیل، یَعبُدُوا مضارع منصوب به أن مضمره و فاعل ضمیر بارز واو، اللهَ مفعول‌به، مُخلِصینَ حال، لَهُ متعلق به مخلصین، الدّینَ مفعول‌به برای اسم فاعل مخلصین، حُنَفاءَ حال دوم، وَ حرف عطف، یُقیمُوا عطف بر یعبدوا و منصوب است مثل آن، الصَّلاةَ مفعول‌به، وَ حرف عطف، یُؤْتُوا ایضاً عطف بر یعبدوا و منصوب است مثل آن، الزَّکاةَ مفعول‌به، وَ حرف عطف، ذٰلِکَ مبتدا، دینُ خبر، القَیِّمَةِ مضافٌ الیه. |
| ۶         | ﴿اِنَ ّالَّذینَ کَفَرُوا مِنْ اَهْلِ الْکِتابِ وَ الْمُشْرِکینَ فی نارِ جَهَنَّمَ خالِدینَ فیها اُولٰئِکَ هُمْ شَرُّ الْبَرِیَّةِ﴾                       | اِنَّ حرف مشبّهةٌ بالفعل، الَّذینَ اسم انَّ، کَفَرُوا فعل ماضی و فاعل ضمیر بارز واو و جمله صله، مِنْ اَهْلِ متعلق به محذوف حال، الکِتابِ مضافٌ الیه، وَ حرف عطف، المُشْرِکینَ معطوف به ماقبلش، فی نارِ خبر انّ، جَهَنَّمَ مضافٌ الیه، خالِدینَ حال، فیها متعلق به خالدین، اُولٰئِکَ مبتدا، هُمْ ضمیر فصل، شَرُّ البَرِیَّةِ خبر و مضافٌ الیه. |
| ۷         | ﴿اِنَّ الَّذینَ ءَامَنُوا وَ عَمِلُوا الصّالِحاتِ اُولٰئِکَ هُمْ خَیْرُ الْبَرِیَّةِ﴾                                                     | اِنَّ حرف مشبّهةٌ بالفعل، الَّذینَ اسم انَّ، ءَامَنُوا فعل ماضی و فاعل ضمیر بارز واو، وَ حرف عطف، عَمِلُوا معطوف بر ءامنوا، الصّالِحاتِ مفعول‌به، اُولٰئِکَ مبتدا، هُمْ ضمیر فصل، خَیْرُ البَرِیَّةِ خبر و مضافٌ الیه. |
| ۸         | ﴿جَزاؤُهُمْ عِنْدَ رَبِّهِمْ جَنّاتُ عَدْنٍ تَجْری مِنْ تَحْتِهَا الاَنْهارُ خالِدینَ فیها اَبَداً رَضِیَ اللهُ عَنْهُمْ وَ رَضُوا عَنْهُ ذٰلِکَ لِمَنْ خَشِیَ رَبَّهُ﴾ | جَزاؤُهُمْ مبتدا، عِنْدَ ظرف مکان، رَبِّهِمْ مضافٌ الیه، جَنّاتُ خبر، عَدْنٍ مضافٌ الیه، تَجْری مضارع مرفوع، مِنْ تَحْتِهَا متعلق به فعل، الاَنْهارُ فاعل و جمله فعلیه نعت برای جنات، خالِدینَ حال، فیها متعلق به خالدین، اَبَدًا ظرف زمان، رَضِیَ اللهُ فعل ماضی و فاعل، عَنْهُمْ متعلق به فعل، وَ حرف عطف، رَضُوا عَنْهُ عطف بر ماقبلش، ذٰلِکَ مبتدا، لِمَنْ متعلق به محذوف خبر، خَشِیَ رَبَّهُ فعل ماضی و مفعول و فاعل هو مستتر و جمله صله.                                                                  |